# Phytomyza enigma
Phytomyza enigma este o specie de muște din genul Phytomyza, familia Agromyzidae, descrisă de Malloch în anul 1934. Conform Catalogue of Life specia Phytomyza enigma nu are subspecii cunoscute.